# Joseph Frédéric Bernard
Joseph Frédéric Bernard né Joseph Frédéric Ange Désiré Bernard à Nice le 14 septembre 1885 et décédé à Cannes le 6 octobre 1978, fut commissaire de la marine, intendant militaire et homme politique français.

## Carrière
En 1905, il s'engage volontairement dans le 112e régiment d'infanterie de ligne pour trois ans. En 1909, il est promu sous-lieutenant de réserve. Voulant poursuivre une carrière militaire, il présente alors le concours de l'École des officiers du commissariat de la marine et est admis le 5 octobre 1910. Il entre dans le corps des commissaires de la marine jusqu'à être promu commissaire de 1re classe le 12 janvier 1917.
Il entre en 1918 dans le corps de l'intendance militaire et est promu sous-intendant militaire de 3e classe le 25 mars 1919. En 1920, Joseph Frédéric Bernard prend un congé sans soldes pour deux ans, mais est en fait réintégré le 18 février 1921 et affecté au service de la solde et des transports du ministère de la Guerre, où il est le 12 février 1937, après avoir gravi les échelons hiérarchiques, nommé directeur de l'intendance.
Le 18 juin 1940, il est nommé dans le cabinet réuni à Bordeaux par Philippe Pétain Commissaire général au ravitaillement, poste auquel il demeure jusqu'au 12 juillet 1940. L'occupation ne fait pas cesser ses activités et il sert le régime de Vichy en tant que  directeur de l'Intendance de la 15e région à Marseille à partir du 10 octobre 1940, puis, à compter du 3 décembre 1944 est nommé inspecteur général interrégional de l'Intendance de la zone Sud-Est. Le 14 septembre 1945, il est atteint par la limite d'âge et versé dans la réserve.
Pour sa participation à la Première Guerre mondiale, où il fut blessé, Joseph Frédéric Bernard eut droit à une citation. En tant qu'intendant, il fut commandeur de la Légion d'honneur à compter du 25 février 1916 et décoré de la Croix de Guerre dès le 20 juin 1917.